# Group dating

Le group dating est un moyen moderne où un groupe d'hommes et un groupe de femmes célibataires organisent une soirée ensemble dans l'espoir de former peut-être des couples.
Cette pratique est très populaire au Japon, sous le nom de gōkon (合コン). Dans d'autres cultures, le group dating est en train de devenir une alternative beaucoup plus sûre comparée à la rencontre entre deux célibataires. Cette pratique permet également d'apaiser les tensions car chaque groupe se sent plus à l'aise en compagnie de leurs amis.

## Japon
Au Japon, un gōkon (合コン) est une rencontre à l'aveugle en groupe. Cette pratique est utilisée pour créer des liens d'amitiés entre deux groupes de sexe opposés. Généralement un homme et une femme de chaque groupe organisent ensemble le gōkon en avance. Chacun d'eux s'engage à amener trois ou quatre de leurs amis. Le lieu de rencontre est souvent un restaurant, izakaya ou tout autre endroit où l'on peut manger et boire.
Le terme gōkon (合コン) vient du mot japonais konpa (コンパ, une fête pour les membres d'un groupe, d'une classe ou d'un club) et gōdō (合同, « ensemble », « combinaison »). De manière générale, les soirées gōkon ne sont pas principalement destinées à aboutir à une soirée sans lendemain mais plutôt à faire des amis et des relations à long terme. Parfois, les participants jouent à certains jeux afin d'apaiser les tensions et créer une atmosphère conviviale.

## Royaume-Uni
Des événements de group dating ont également été développés indépendamment dans les universités d'Oxford et de Cambridge où elles sont connues respectivement sous les noms de Crewdate et formal swap.

## France
En France, quelques sociétés proposent des rencontres par affinité entre deux groupes,,,,,.